# Weakley megye
Weakley megye az Amerikai Egyesült Államokban, azon belül Tennessee államban található. Megyeszékhelye Dresden, legnagyobb városa Martin. Lakosainak száma 32 902 fő (2020. április 1.). Weakley megye Graves, Hickman, Obion, Gibson, Carroll és Henry megyékkel határos.

## Népesség
A megye népességének változása:
| Lakosok száma | 35 027 | 34 962 | 34 726 | 34 450 | 33 960 | 32 902 |
|               | 2010   | 2011   | 2012   | 2013   | 2015   | 2020   |